# Жирков, Семён Гаврильевич
Семён Гаврильевич Жирков (7 сентября 1922, Кобяйский улус, Якутская АССР — 26 мая 2018) — советский хозяйственный, государственный и политический деятель.

## Биография
Родился 7 сентября 1922 года в Мукучинском наслеге. Член КПСС.
Участник Великой Отечественной войны. С 1946 года — на хозяйственной, общественной и политической работе. В 1946—1974 гг. — студент Якутского сельскохозяйственного техникума, председатель колхоза, директор совхоза имени Петра Алексеева, председатель Совета агрофирмы совхоза.
Избирался депутатом Верховного Совета СССР 8-го созыва.
Почетный гражданин Кобяйского и Таттинского улусов.
Умер 26 мая 2018 года от сердечной недостаточности.